# Laura Roca
Pour les articles homonymes, voir Roca.
Laura Roca Montala, née le 8 janvier 1980 à Terrassa, est une nageuse espagnole.

## Carrière
Laura Roca est médaillée d'or du 400 mètres nage libre et médaillée de bronze du 200 mètres nage libre aux Jeux méditerranéens de 1997 à Bari.
Elle participe aux Jeux olympiques de 2000 à Sydney, s'engageant sur le 200 mètres nage libre et les relais 4 × 200 mètres nage libre et 4 × 100 mètres quatre nages, sans atteindre de finale. Aux Championnats d'Europe de natation 2002 à Berlin, elle obtient la médaille d'argent du relais 4 × 200 mètres nage libre. Médaillée d'or de ce même relais aux Championnats d'Europe de natation 2004 à Madrid, elle dispute le relais 4 × 100 mètres nage libre des Jeux olympiques de 2004 à Athènes, échouant en séries de qualification.